# Montreal Arena
Die Montreal Arena, auch bekannt als Westmount Arena, war eine für Eishockeyspiele konzipierte Halle im kanadischen Westmount in der Agglomeration von Montreal. Sie befand sich an der Ecke St. Catherine Street und Wood Avenue. Sie wurde am 31. Dezember 1898 eröffnet und bot Platz für 10.000 Zuschauer, davon 4300 Sitzplätze. Nach der 1896 eröffneten Dey’s Arena in Ottawa war es erst die zweite, speziell für Eishockeyveranstaltungen konzipierte Halle.
Zuerst bot sie den Amateur-Hockey-Association-of-Canada-Teams Montreal Hockey Club, Montreal Shamrocks und Montreal Victorias eine Heimspielstätte. Zwischen 1909 und 1918 spielten die Montreal Wanderers und Montreal Canadiens in der Halle.
1915 wurde eine künstliche Eisausrüstung hinzugefügt. Am 2. Januar 1918 brannte die Halle vollständig nieder. Während die Canadiens mit der Jubilee Arena eine neue Spielstätte fanden, wurden die Wanderers aufgelöst, da für sie keine alternative Halle zur Verfügung stand.
Die Besitzer der Montreal Arena, die Arena Company, baute auch den Arena Gardens in Toronto, wo sie 1917 das National-Hockey-League-Franchise eröffneten.